# Jetstar Airways
Jetstar Airways là hãng hàng không giá rẻ của Úc, trụ sở tại Melbourne, Australia, hoạt động từ năm 2004 và là một công ty con của hãng hàng không Qantas Airways.
Jetstar là một phần của chiến lược hai thương hiệu Qantas: Qantas Airways phục vụ cho thị trường với dịch vụ cao cấp đầy đủ và Jetstar cho các thị trường chi phí thấp.
Hãng hàng không này quản lý một mạng lưới đường bay rộng lớn trong nước Úc cũng như các tuyến bay trong khu vực và quốc tế từ căn cứ chính tại sân bay Melbourne, sử dụng một đội tàu bay hỗn hợp của dòng máy bay Airbus A320, Airbus A330 và Boeing 787 Dreamliner. Giống như công ty mẹ của hãng này Qantas, Jetstar cạnh tranh với Virgin Australia và công ty con chi phí thấp sở hữu hoàn toàn của Tigerair Australia.
Qantas cũng có cổ phần trong các hãng hàng không Jetstar Asia Airways, Valuair, Jetstar Pacific Airlines, Jetstar Japan và Jetstar Hong Kong.

## Điểm đến

### Châu Á
- Indonesia
  - Denpasar (Sân bay quốc tế Ngurah Rai)
- Hàn Quốc
  - Seoul (Sân bay quốc tế Incheon)
- Nhật Bản
  - Tokyo (Sân bay quốc tế Narita)
- Singapore
  - Singapore (Sân bay Changi Singapore)
- Thái Lan
  - Bangkok (Sân bay quốc tế Suvarnabhumi)
  - Phuket (Sân bay quốc tế Phuket)
- Việt Nam

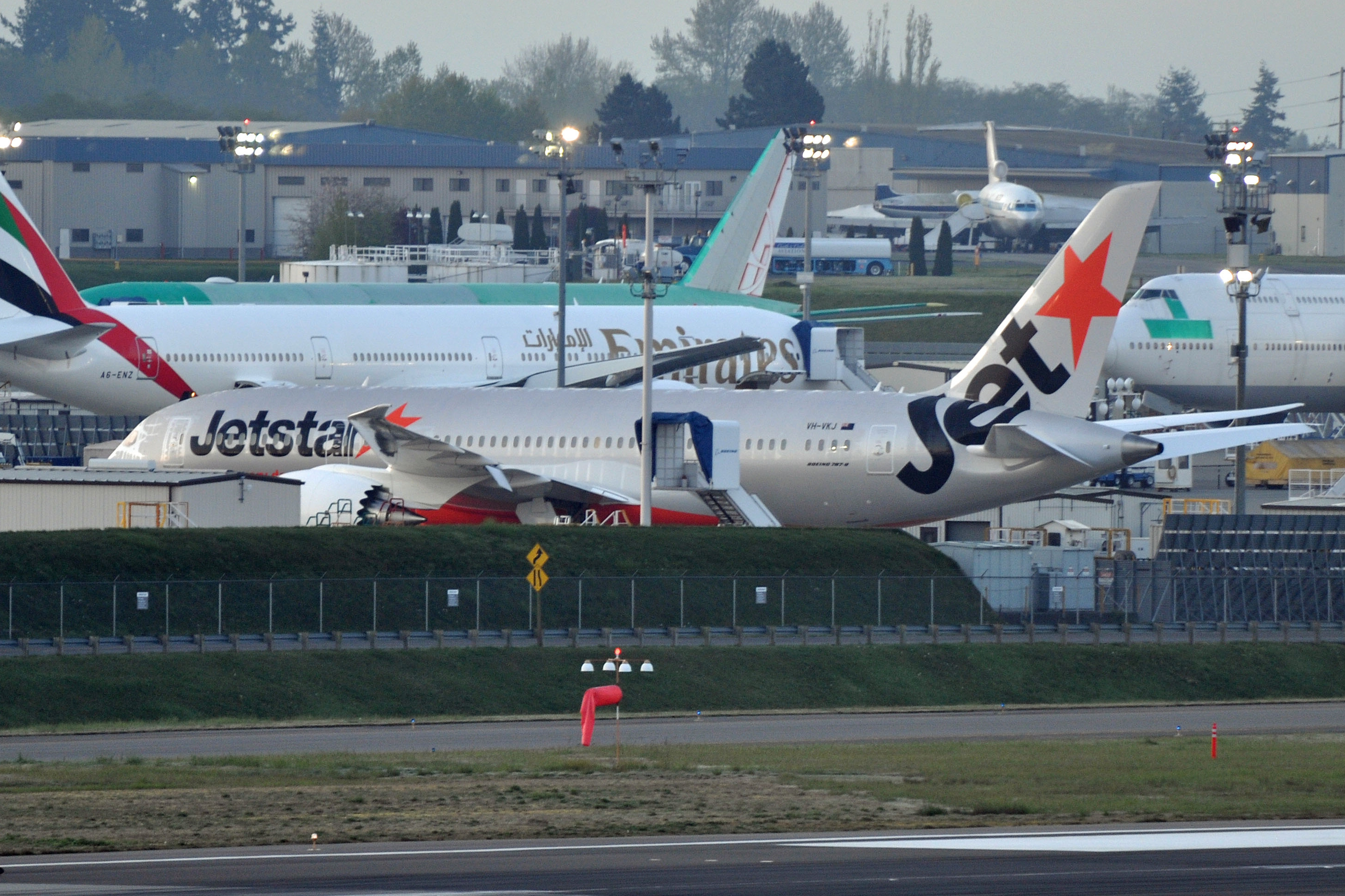
VH-VKJ

  - VH-VKJ Thành phố Hồ Chí Minh (Sân bay quốc tế Tân Sơn Nhất)

### Bắc Mỹ
- Hoa Kỳ
  - Honolulu (Sân bay quốc tế Honolulu)

### Châu Đại Dương
- Australia
  - New South Wales
    - Ballina (Sân bay Ballina)
    - Newcastle (Sân bay Williamtown)
    - Sydney (Sân bay Sydney) (Hub)

  - Northern Territory
    - Darwin (Sân bay Darwin)

  - Queensland
    - Brisbane (Sân bay Brisbane) (Hub)
    - Cairns (Sân bay Cairns)
    - Fraser Coast (Sân bay Hervey Bay)
    - Gold Coast (Sân bay Gold Coast)
    - Hamilton Island
    - Mackay
    - Rockhampton
    - Sunshine Coast (Sân bay Sunshine Coast)
    - Townsville (Sân bay quốc tế Townsville)
    - Proserpine

  - Nam Úc
    - Adelaide (Sân bay Adelaide)

  - Tasmania
    - Hobart (Sân bay Hobart)
    - Launceston (Sân bay Launceston)

  - Victoria
    - Melbourne/Geelong (Sân bay Avalon)
    - Melbourne (Sân bay Melbourne) (Hub)

  - Western Australia
    - Perth (Sân bay Perth) (Focus city)
- New Zealand
  - Queenstown (Sân bay Queenstown)
  - Christchurch (Sân bay quốc tế Christchurch)
  - Wellington (Sân bay Wellington)
  - Auckland (Sân bay Auckland) (Hub)
  - Dunedin (Sân bay Dunedin)
- Fiji
  - Nadi (Sân bay quốc tế Nadi)

## Đội bay
| Máy bay         | Số lượng | Đơn hàng | Chỗ ngồi     | Ghi chú                                         |
| --------------- | -------- | -------- | ------------ | ----------------------------------------------- |
| Airbus A320-232 | 50       | -        | 186          | Không gian phòng trưng bày linh hoạt của Airbus |
| Airbus A320-232 | 50       | -        | 180          | Được cấu hình lại với Airbus Space Flex Galley  |
| Airbus A320neo  | -        | 45       | 186          |                                                 |
| Airbus A321-200 | 7        | -        | 230          |                                                 |
| Airbus A321LR   | -        | 28       | 232          | Giao hàng từ năm 2022                           |
| Boeing 787-8    | 11       | -        | 335 (21/314) | 2 Đang hoạt động, 2 Đậu và 7 Được lưu trữ       |
| Toàn bộ         | 68       | 73       |              |                                                 |